# 群速度

水深が深い水の表面の重力波における、周波数分散を持つ波束（波群）を表したもの。赤点は位相速度で動き、緑点は群速度で動いている。このように水深が深い場合には、水面では位相速度は群速度の二倍になる。図の左から右に動く間、赤点は緑点を二回追い越す。
波束の後方(の緑点)で新しい波が出現し、波束の中心に向かって振幅が大きくなり、波束の前方(の緑点)で消えているように見える。水面の重力波においては、ほとんどの場合、水粒子の速度は位相速度よりもずっと小さい。

位相速度と群速度が逆の例。

波動の群速度（ぐんそくど、英: group velocity）とは、波動の振幅が構成するエンベロープ(波動)（英語: Envelope(waves)）の全体的な形が空間を伝搬する速度のことである。
波（波動）の周波数（角振動数）を ω、その波数ベクトルを k とすると分散関係
{\displaystyle \omega =\omega ({\boldsymbol {k}})}
から、群速度 vg は次のように定義される。
{\displaystyle {\boldsymbol {v}}_{\mathrm {g} }={\partial \omega ({\boldsymbol {k}}) \over {\partial {\boldsymbol {k}}}}}
群速度はしばしばエネルギーや情報が伝わる速度と考えられている。多くの場合、これは正しく波形が伝わる信号速度と考えることができる。しかし、波が吸収性のある媒質を伝播する場合には、上のことが常に成り立つとは限らない。
1980年までに多くの実験により、レーザー光のパルスの群速度が真空中の光速度を超える速度で特別な物質中を伝播することが確かめられた。だからといって、超光速度の情報伝達はこの場合には不可能である。それは信号の速度は真空中の光速度よりも遅いためである。また、群速度を小さくして0として静止させたり、負の速度としパルスを逆向きに伝播するようにすることができる。しかしながら、これらの場合には光子は媒質中での光速度で伝播を続けている。
位相速度と区別する群速度の概念は1839年にハミルトンにより初めて提案された。1877年にレイリーが Theory of Sound において最初に扱った。

## 波束の速度と群速度
単純化のため、一次元の場合について述べる。分散関係が {\displaystyle \omega =\omega (k)} で表される波動
{\displaystyle \phi (x,t)=\int \mathrm {d} k\,\phi (k)\exp i[kx-\omega (k)t]}
について、{\displaystyle \phi (k)} が k = k0 から離れると速やかに減衰する、つまり波束であるとする。
このとき、
{\displaystyle \omega (k)=\omega (k_{0})+\left.{\frac {\mathrm {d} \omega }{\mathrm {d} k}}\right|_{k=k_{0}}(k-k_{0})+O((k-k_{0})^{2})}
の高次項の寄与は無視すると、
{\displaystyle {\begin{aligned}\phi (x,t)&\simeq \int \mathrm {d} k\,\phi (k)\exp i\left[kx-\omega _{0}t-{\frac {\mathrm {d} \omega }{\mathrm {d} k}}(k-k_{0})t\right]\\&=\exp i(k_{0}x-\omega _{0}t)\int \mathrm {d} k\,\phi (k)\exp i\left(x-{\frac {\mathrm {d} \omega }{\mathrm {d} k}}t\right)(k-k_{0})\\&=\exp i(k_{0}x-\omega _{0}t)\cdot I\left(x-{\frac {\mathrm {d} \omega }{\mathrm {d} k}}t\right)\end{aligned}}}
と表せる（ただし ω0 = ω(k0) 、I は積分を遂行した結果の関数）。
振動を消去すると {\displaystyle \phi (x,t)\sim I\left(x-{\frac {\mathrm {d} \omega }{\mathrm {d} k}}t\right)} であるが、これはまさしく波形 I(k) が速度 dω/dk で伝播する様子を表している。
分散が強い場合、つまり高次項の寄与が無視できない場合には「群速度が波束の速度である」という物理的意味は失われる。

## 物質波の群速度
アインシュタインは1905年に波動と粒子の二重性について初めて説明を行った。ド・ブロイはいずれの粒子もその二重性を持っていることを仮説として提案した。粒子の速度について、彼はいつも物質中の物質波の速度と一致すべきであると結論付けた。しかし、現在でも疑問視されている。ド・ブロイはすでに知られている光についての二重性の方程式のように他の粒子についても同じならば、彼の仮説が成り立つと推測した。
それは次を意味する。
{\displaystyle v_{\mathrm {g} }={\frac {\partial \omega }{\partial k}}={\frac {\partial (E/\hbar )}{\partial (p/\hbar )}}={\frac {\partial E}{\partial p}}}
- Eは粒子の全体のエネルギー
- pは粒子の運動量
- {\displaystyle \hbar }は換算プランク定数

非相対論的な場合の自由粒子について
{\displaystyle {\begin{aligned}v_{\mathrm {g} }&={\frac {\partial E}{\partial p}}={\frac {\partial }{\partial p}}\left({\frac {1}{2}}{\frac {p^{2}}{m}}\right)\\&={\frac {p}{m}}\\&=v.\end{aligned}}}
ここで m は粒子の質量、v はその速度である。
また、相対論的な自由粒子については
{\displaystyle {\begin{aligned}v_{\mathrm {g} }&={\frac {\partial E}{\partial p}}={\frac {\partial }{\partial p}}\left({\sqrt {p^{2}c^{2}+m^{2}c^{4}}}\right)\\&={\frac {pc^{2}}{\sqrt {p^{2}c^{2}+m^{2}c^{4}}}}\\&={\frac {p}{m{\sqrt {(p/(mc))^{2}+1}}}}\\&={\frac {p}{m\gamma }}\\&={\frac {mv\gamma }{m\gamma }}\\&=v.\end{aligned}}}
m は粒子の静止質量、c は真空中の光速度、γ はローレンツ因子、v は波の振る舞いに因らない速度である。
例えば電子について、群速度(電子の速度)と位相速度(電子の物質波の速度)は区別できる。

## 光学における群速度
非線形な光パルスを扱う際、光学材料中を伝播する時、分散の効果と非線形光学効果（主に自己位相変調）により光パルスの波形が変化する。光パルスには時間位相とスペクトル位相の二つの位相がある。スペクトル位相に関しては、光が媒質中を通る時、群速度分散が生じる（厳密には、分散が生じない媒質は真空だけである）。
群速度分散がない場合（重ね合わせた波の波数と周波数が比例するとき、すなわち、ω/k が全て等しいとき）、群速度は位相速度と一致する。
分散があると、波数ベクトルkを中心周波数 ω0 の周りで展開することができる。
{\displaystyle \omega =\omega _{0}+\Delta \omega }
とおくと、スペクトル位相{\displaystyle k(\omega )}は次のように表せる。
{\displaystyle {\begin{aligned}k(\omega )&=k(\omega _{0})+{\frac {\mathrm {d} k}{\mathrm {d} \omega }}\Delta \omega +{\frac {1}{2}}{\frac {\mathrm {d} ^{2}k}{\mathrm {d} \omega ^{2}}}\Delta \omega ^{2}+...\\&={\frac {\omega _{0}}{v_{\mathrm {p} }}}+{\frac {1}{v_{\mathrm {g} }}}\Delta \omega +{\frac {1}{2}}k_{2}\Delta \omega ^{2}+...\end{aligned}}}
この時、第一項が中心周波数における位相速度で、第二項の vg が群速度にあたる。また、光速を c, 群屈折率を ng とおくと、
{\displaystyle {\frac {1}{v_{\mathrm {g} }}}={\frac {\mathrm {d} k}{\mathrm {d} \omega }}={\frac {1}{c}}{\frac {\mathrm {d} (\omega n)}{\mathrm {d} \omega }}={\frac {n_{\mathrm {g} }}{c}}}
群屈折率 ng を以下のように表すこともできる。
{\displaystyle n_{\mathrm {g} }={\frac {\mathrm {d} (\omega n)}{\mathrm {d} \omega }}=n+\omega {\frac {\mathrm {d} n}{\mathrm {d} \omega }}=n-\lambda {\frac {\mathrm {d} n}{\mathrm {d} \lambda }}}